# Listă de scriitori chinezi

## Listă în ordine cronologică

### Antichitate, dinastiileQin,Hanși dinastiile pre-Tang
- Qu Yuan (340?-278? î.e.n.) 屈原
- Song Yu (secolul al III-lea î.e.n.) 宋玉
- Sima Qian (145-? î.e.n.) 司馬遷
- Sima Xiangru (179-117 î.e.n.) 司馬相如
- Ban Gu (32-92) 班固
- Zhang Heng (78-139) 張衡
- Cao Cao (155-220) 曹操
- Cao Pi (187-226) 曹丕
- Cao Zhi (192-232) 曹植
- Xi Kang (223-262) 嵇康
- Lu Ji (261-303) 陸機
- Tao Yuanming (365 sau 372-427) 陶淵明
- Xie Lingyun (385-422) 謝靈運
- Liu Xie (?-520?) 劉勰

### Dinastia Tangși după aceasta
- Han-Shan (680?-793?) 寒山
- Meng Haoran (689 sau 691-740) 孟浩然
- Wang Wei (701-761) 王維
- Li Bai (701-762)  李白
- Du Fu (712-770)  杜甫
- Han Yu (768-824) 韓愈
- Bai Juyi (772-846) 白居易
- Liu Zongyuan (773-819) 柳宗元
- Yuan Zhen (779-831) 元稹
- Li He (791-817) 李賀
- Du Mu (803-852) 杜牧
- Li Shangyin (812-858) 李商隱
- Li Yu (937-978) 李煜

### Dinastia Songși după aceasta
- Alu
- (secolul al XI-lea) 柳永
- Ouyang Xiu (1007-1072) 歐陽修
- Zeng Gong (1019-1083)曾鞏
- Wang Anshi (1021-1086) 王安石
- Su Shi (1036-1101) 蘇軾
- Huang Tingjian (1045-1105) 庭堅
- Li Qingzhao (1084-1151?) 李清照
- Lu You (1125-1210) 陸游
- Xin Qiji (1140-1207) 辛棄疾
- Wen Tianxiang (1236-1282) 文天祥
- Guan Hanqing (secolul al XIII-lea)  關漢卿
- Ma Zhiyuan (1226?-1285?) 馬致遠
- Wang Shifu 王實甫
- Bai Pu (secolul al XIII-lea) 白朴
- Shi Nai'an (1296?-1370?) 施耐庵
- Luo Guanzhong (1330?-1400?) 羅貫中

### Dinastia Ming
- Wu Cheng'en (1500?-1582?)  吳承恩
- Tang Xianzu (1550-1616)  湯顯祖
- Yuan Hongdao (1568-1610) 袁宏道
- Feng Menglong (1574-1645) 馮夢龍
- Ling Mengchu (1580-1644) 凌濛初
- Jin Shengtan (?-1661) 金聖嘆

### Dinastia Qing
- Li Yu (1611-1679?) 李漁
- Pu Songling (1640-1715) 蒲松齡
- Wu Jingzi (1698-1779) 吳敬梓
- Yuan Mei (1716-1797) 袁枚
- Cao Xueqin (?-1763?) 曹雪芹
- Huang Zunxian (1848-1905) 黄遵憲
- Lin Shu (1852-1924) 林紓

### Perioada modernă
- Yan Fu (1853-1924) 嚴復
- Liu E (1857-1909) 劉鶚
- Wang Guowei (1877-1927) 王國維
- Su Manshu (1894-1918) 蘇曼殊
- Lu Xun (1881-1936) 魯迅
- Huang Yuanyong (1884-1915) 黃遠庸
- Xu Dishan (1893-1941) 許地山
- Mao Dun (1896-1981)  茅盾
- Xu Zhimo (1896-1936) 徐志摩
- Yu Dafu (1896-1945) 郁達夫
- Guo Moruo (1892-1978) 郭沫若
- Lao She (1897-1966)  老舍
- Zhu Ziqing (1898-1948) 朱自清
- Tian Han (1898-1968) 田漢
- Wen Yiduo (1899-1946) 聞一多
- Ba Jin (1904-2005) 巴金
- Shen Congwen (1902-1988) 沈從文
- Ding Ling (1904-1986) 丁玲
- Cao Yu (1910-1996) 曹禺
- Lin Haiyin (1918-2001) 林海音
- Eileen Chang (1920-1995) 张爱玲
- Leung Long Chau 梁朗秋
- Liu Binyan 刘宾雁
- Yang Jianli 杨建利
- Yu Jie 余杰
- Wang Ruowang 王若望
- Yuan Hongbing 袁红冰
- Gao Xingjian 高行健
- Han Shaogong (1953-) 韩少功
- Mo Yan (1956-) 莫言
- Wang Shuo 王朔
- Yu Hua (1960-) 余华
- Su Tong (1963-)  苏童
- Zhou Wei Hui 周卫慧
- Mian Mian (1970-) 棉棉

## Listă după nume

### B, C, D
- Ba Jin (1905-) 巴金
- Bai Juyi (772-846) 白居易
- Bai Pu (secolul al XIII-lea) 白朴
- Ban Gu (32-92) 班固

- Cao Cao (155-220) 曹操
- Cao Pi (187-226) 曹丕
- Cao Xueqin (?-1763?) 曹雪芹
- Cao Yu (1905-) 曹禺
- Cao Zhi (192-232) 曹植

- Ding Ling (1904-1986) 丁玲
- Du Mu (803-852) 杜牧
- Du Fu (712-770) 杜甫

### F, G, H, J
- Feng Menglong (1574-1645) 馮夢龍

- Guan Hanqing (secolul al XIII-lea) 漢卿
- Guo Moruo (1892-1978) 郭沫若
- Gao Xingjian (1940-) 高行健

- Hanshan (680?-793?) 寒山
- Han Yu (768-824) 韓愈
- Ho Fuk Yan 何福仁
- Huang Tingjian (1045-1105) 庭堅
- Huang Yuanyong (1884-1915) 黃遠庸
- Huang Zunxian (1848-1905) 遵憲
- Hu Shih, (1891-1962) 胡適

- Jin Shengtan (?-1661) 金聖嘆

### L
- Lao She (1897-1966) 老舍
- Li Ao, (1935-) 李翱
- Li Bai (701-762) 李白
- Li He (791-817) 李賀
- Li Qingzhao (1084-1151?) 李清照
- Li Shangyin (812-858) 李商隱
- Li Yu (1611-1679?) 李漁
- Li Yu (937-978) 李煜
- Lin Haiyin (1918-2001) 林海音
- Lin Shu (1852-1924) 林紓
- Lin Yutang (1895-1976) 林語堂
- Ling Mengchu (1580-1644) 凌濛初
- Liu E (1857-1909) 劉鶚
- Liu Xie (?-520?) 劉勰
- Liu Yong (1719-1804) 柳永
- Liu Zongyuan (773-819) 柳宗元
- Leung Long Chau 梁朗秋
- Lu Ji (261-303) 陸機
- Lu You (1125-1210) 陸游
- Lu Xun (1881-1936) 魯迅
- Luo Binwang (aproximativ 626-684) 骆宾王
- Luo Guanzhong (1330?-1400?) 羅貫中

### M, O, P, Q, S, T
- Ma Zhiyuan (1226?-1285?) 馬致遠
- Mao Dun (1896-1981) 茅盾
- Meng Haoran (689 sau 691-740) 孟浩然
- Mian Mian (1970-) 棉棉

- Ouyang Xiu (1007-1072) 歐陽修

- Pu Songling (1640-1715) 蒲松齡

- Qu Yuan (340?-278? î.e.n.) 屈原
- Qian Zhongshu, (1910-1998)  钱钟书

- Shen Congwen (1902-1988) 沈從 文
- Shi Nai'an (1296?-1370?) 施耐庵
- Sima Qian (145-?î.e.n.) 司馬遷
- Sima Xiangru (179-117 î.e.n.) 司馬相如
- Su Manshu (1894-1918) 蘇曼殊
- Su Shi (1036-1101) 蘇軾
- Su Tong (1963-) 苏童
- Song Yu (secolul al III-lea î.e.n.)  宋玉

- Tao Yuanming (365 sau 372-427) 陶淵明
- Tang Xianzu (1550-1616) 湯顯祖
- Tian Han (1898-1968) 田漢

### W, X, Y, Z
- Wang Anshi (1021-1086) 王安石
- Wang Guowei (1877-1927) 王國維
- Wang Shifu (fl. secolul al XIV-lea) 王實甫
- Wang Shuo 王朔
- Wang Wei (701-761) 王維
- Wen Tianxiang (1236-1282) 文天祥
- Wen Yiduo (1899-1946) 聞一多
- Wu Cheng'en (1500?-1582?) 承恩
- Wu Jingzi (1698-1779) 吳敬梓

- Xi Kang (223-262) 嵇康
- Xie Lingyun (385-422) 謝靈運
- Xin Qiji (1140-1207) 辛棄疾
- Xu Dishan (1893-1941) 許地山
- Xu Zhimo (1896-1936) 徐志摩

- Ya Fu (1853-1924) 嚴復
- Yu Dafu (1896-1945) 郁達夫
- Yu Hua (1960-) 余华
- Yuan Hongdao (1568-1610) 袁宏道
- Yuan Mei (1716-1797) 袁枚
- Yuan Zhen (779-831) 元稹

- Zeng Gong (1019-1083) 曾鞏
- Zhang Ailing (1920-1995) 张爱玲
- Zhang Heng (78-139) 張衡
- Zhou Wei Hui (1973–) 周卫慧
- Zhu Ziqing (1898-1948) 朱自清